# Adeleana chapmani
Adeleana chapmani е вид ракообразно от семейство Gecarcinucidae. Видът е незастрашен от изчезване.

## Разпространение
Разпространен е в Индонезия (Суматра) и Малайзия (Саравак).